# Иосиф (герцог Саксен-Альтенбургский)
Иосиф Георг Карл Фридрих Эрнст, герцог Саксен-Альтенбургский (нем. Joseph Georg Friedrich Ernst Karl von Sachsen-Altenburg; 27 августа 1789 — 25 ноября 1868) — герцог Саксен-Альтенбургский в 1834—1848 годах.

## Биография
Он был вторым, но первым выжившим сыном Фридриха, герцога Саксен-Гильдбурггаузенского (с 1826 года Саксен-Альтенбургского) и герцогини Шарлотты Мекленбург-Стрелицкой. Иосиф стал преемником своего отца герцога Саксен-Альтенбургского после его смерти в 1834 году.
В 1814 году Иосиф и его брат Георг сражались в рядах союзников против Франции в войне с Наполеоном. Позже он служил генерал-майором в саксонской армии.
Он построил несколько зданий в Альтенбурге, но его правительство считалось консервативным и устойчивым к реформам, и он был вынужден отречься от престола в ходе гражданской революции 1848 года.
18 марта 1847 года был награждён орденом Св. Андрея Первозванного.

## Семья
В Кирхгайм-унтер-Теке 24 апреля 1817 года Иосиф женился на Амалии Вюртембергской, дочери герцога Людвига Вюртембергского. У них было шесть дочерей:
- Александрина Мария Вильгельмина Екатерина Шарлотта Луиза Тереза Генриетта Полина Елизавета Фридерика Джорджина (1818—1907), вышла замуж 18 февраля 1843 года за Георга V короля Ганновера
- Полина Фридерика Генриетта Августина (р. Кирхгайм-унтер-Тек, 24 ноября 1819 — 11 января 1825)
- Генриетта Фридерика Елизавета Тереза (1823—1915)
- Елизавета Паулина Александрина (1826—1896), вышла 10 февраля 1852 за Петра II, великого герцога Ольденбургского
- Александра Фридерика Генриетта Полина Марианна Елизавета [по вступлении в брак она приняла имя Александра Иосифовна в Русском Православном крещении] (1830—1911), вышла замуж 11 сентября 1848 года за великого князя Константина Николаевича
- Луиза (р. Альтенбург, 4 июня 1832 — 29 августа 1833).